# Useful Plants of the Commonwealth of Dominica, West Indies
Useful Plants of the Commonwealth of Dominica, West Indies (abreviado Useful Pl. Dominica) es un libro con ilustraciones y descripciones botánicas que fue escrito por el botánico estadounidense Robert Anthony DeFilipps y publicado por el Smithsonian Institution, Dept. of Botany, en el año 1998 con 554 pp.